# Harringtonia dalmeidai
Harringtonia dalmeidai là một loài bọ cánh cứng trong họ Cerambycidae.